# White Music
Albums de XTC
Go 2
(1978)
Singles
1. Statue of Liberty
Sortie : janvier 1978
2. This Is Pop?
Sortie : avril 1978

White Music est le premier album du groupe anglais XTC. Produit par John Leckie, il est sorti le 20 janvier 1978 sur le label Virgin Records. Il fait suite à 3D EP, premier disque du groupe, sorti 3 mois plus tôt. Il a atteint la 38ème place des charts anglais, et contient le single Statue of Liberty, qui fut banni par la BBC pour les paroles "In my fantasy I sail beneath your skirt" ("Dans ma fantaisie je navigue sous ta jupe"). En avril 1978, le groupe a ré-enregistré This Is Pop pour en faire leur troisième single.

## Musique et paroles
Le morceau Radios in Motion est devenu l'un des plus célèbres du groupe. Dans une interview datant de 2009, Andy Partridge a déclaré « Nous ne pouvions imaginé une meilleure façon pour commencer notre premier album que de "défoncer la porte", une ouverture fraîche que l'on utilisait dans nos concerts... les paroles sont très ridicules, choisies pour leurs sonorités plutôt que leur sens. Le premier refuge d'un auteur inexpérimenté, pardonnez-moi, mais elles ont cette énergie juvénile et débraillée ». Le morceau est représentatif du style "rock agité et sous amphétamines" des débuts du groupe, même si d'autres l'ont qualifié de "pop mod plutôt insipide". La chanson mentionne Milwaukee dans ses paroles, car la tante de Partridge vivait dans cette ville.

## Réception critique
Robert Christgau, critique au Village Voice, a écrit : "Même s'il a fallu un an et demi pour que le premier album de ce groupe anglais d'art pop sorte aux États-Unis, deux chansons de Partrige sur la face 1 visent directement le marché américain : Radios in Motion, qui mentionne Milwaukee, ne parle sûrement pas de la BBC, et le but avoué de Statue of Liberty est de jeter un coup d'oeil sous sa jupe. La troisième, This Is Pop, est la raison pour laquelle il a raté : les programmateurs détestent qu'on leur dise quoi faire, en particulier par des subversifs qui favorisent les rythmes saccadés, les harmonies pittoresques, les bruits de radar à la Lene Lovich, et les sujets déprimants. Les chansons de Colin Moulding, quant à elles, visent les fans ennuyés de Yes, ce qui est la raison pour laquelle il a raté : le gars ne sait pas que les fans de Yes aiment s'ennuyer."
Le groupe a joué Radios in Motion, I'll Set Myself on Fire et Statue of Liberty dans l'émission The Old Grey Whistle Test, diffusé sur BBC Two le 14 février 1978.

## Titres
Toutes les chansons sont d'Andy Partridge, sauf mention contraire.

### Face 1
1. Radios in Motion – 2:54
2. Cross Wires (Colin Moulding) – 2:06
3. This Is Pop? – 2:41
4. Do What You Do (Moulding) – 1:16
5. Statue of Liberty – 2:55
6. All Along the Watchtower (Bob Dylan) – 5:43

### Face 2
1. Into the Atom Age – 2:32
2. I'll Set Myself on Fire (Moulding) – 3:04
3. I'm Bugged – 3:59
4. New Town Animal – 1:53
5. Spinning Top – 2:40
6. Neon Shuffle – 4:37

## Musiciens
- Andy Partridge : guitare, chant
- Colin Moulding : basse, chant
- Barry Andrews : piano, orgue
- Terry Chambers : batterie